# Фуллер, Брайан
Брайан Фуллер (англ. Bryan Fuller; род. 27 июля 1969 года) — американский телевизионщик, продюсер, сценарист, актёр. Известен по телесериалам «Мёртвые, как я», «Мёртвые до востребования», «Герои», «Чудопад», «Ганнибал», «Звёздный путь: Вояджер» и «Звёздный путь: Глубокий космос 9».

## Биография
Брайан Фуллер родился 27 июля 1969 года в США. Он окончил школу кинематографических наук, и его деятельность связана с кинематографом и телевидением.

## Карьера

### Сценарист
Свою карьеру как сценарист, актёр и продюсер Фуллер начал в конце 1990-х годов.
При создании первого сезона сериала «Герои» Брайан Фуллер стал главным сценаристом. Его первый эпизод TV Guide назвал «Преданный сотрудник», «„Герои“ являлись одним из 100 величайших сериалов в истории телевидения. Но после ухода Брайана потеряли свою популярность».
В 2007 году славу Фуллеру принёс сериал «Мёртвые до востребования». Брайан был номинирован на награждения за выдающееся написание комедийного сериала. Несмотря на успех, сериал на канале ABC был закрыт. После Брайан подписал с Universal Media Studios контракт на два года и присоединился к созданию двадцатого эпизода третьего сезона сериала «Герои». Он стал его консалтинговым продюсером. Через некоторое время появилось заявление Брайана Фуллера о том, что он переходит на другие проекты.
В 2007 году появился сериал «Семейка монстров», в основе которого был сериал 1960-х годов под названием «Монстры». Телекомпания NBC вскоре закрыла проект, признав его неудачным и дорогостоящим. Фуллер попытался создать ещё одну Телевизионную адаптацию произведений Томаса Харриса «Красный дракон» (под заглавием «Ганнибал») о происшествиях известного каннибала доктора Лектера.
Телесериал «Ганнибал» (2013) также стартовал на американском канале NBC. История повествуют о знакомстве и сотрудничестве агента ФБР Уилла Грэма с психиатром Ганнибалом. Психиатр был привлечён к расследованию череды убийств, так как был хорошо осведомлённым и занимался научным вопросом о причинах определённого человеческого поведения. В основе сюжета лежит похищение и исчезновение семи девушек. В сериале было три сезона по тринадцать серий, после выпуска которых проект был закрыт.

### Актёр
Как актёр Брайан Фуллер снялся в фильмах «Чудопад» и «Jessie», а самая первая его роль — Bartender — была исполнена в 1995 году в фильме «Безумные лыжники». А одной из последних ролей была роль Gotham Club Maitre D в фильме «Золотая дверь» 2009 года.

### Кинопродюсер
В роли продюсера ему удалось проявить себя в 1995 году, в телесериале «Звездный Путь: Вояджер». В 2002 году Брайан Фуллер создал сериал «Carrie», а в следующем, 2003 году, — сериал «Мертвые как я» и т. д. Последней работой Фуллера, в 2012 году, стал сериал «Семейка монстров».
Фуллер владеет компанией «The Living Dead Productions Guy», является партнёром в «Fuller + Roberts Co. LLC».
В 2017 году стал одним из исполнительных продюсеров телесериала «Американские боги», снятого по одноимённому роману английского писателя Нила Геймана.

## Личная жизнь
Фуллер находится в длительных отношениях с дизайнером интерьера Скоттом Робертсом.
В интервью 2007 года он сказал, что его любимый фильм — это французская комедия «Амели» (2001), которая стала вдохновением для его комедийно-драматического телесериала «Мёртвые до востребования».
«В этом фильме представлено все, что я люблю. Это фильм, который заставит меня плакать, основанный на доброте, а не на печали».

## Любимые актёры
С некоторыми актёрами Фуллер работал неоднократно и приглашал их в свои проекты:
| Актёр             | Мёртвые, как я (2003—2004) | Чудопад (2004) | Мёртвые до востребования (2007—2009) | Семейка монстров (2012) | Ганнибал (2013) | Американские боги (2017) |
| ----------------- | -------------------------- | -------------- | ------------------------------------ | ----------------------- | --------------- | ------------------------ |
| Кристин Ченовет   |                            |                | зелёная ✓                            |                         |                 | зелёная ✓                |
| Джиллиан Андерсон |                            |                |                                      |                         | зелёная ✓       | зелёная ✓                |
| Эллен Муф         | зелёная ✓                  |                |                                      |                         | зелёная ✓       |                          |
| Джуэл Стэйт       | зелёная ✓                  | зелёная ✓      |                                      |                         |                 |                          |
| Нил Грэйстон      | зелёная ✓                  | зелёная ✓      |                                      |                         |                 |                          |
| Каролин Даверна   |                            | зелёная ✓      |                                      |                         | зелёная ✓       |                          |
| Челан Симмонс     |                            | зелёная ✓      |                                      |                         | зелёная ✓       |                          |
| Ли Пейс           |                            | зелёная ✓      | зелёная ✓                            |                         |                 |                          |
| Дайана Скаруид    |                            | зелёная ✓      | зелёная ✓                            |                         |                 |                          |
| Бет Грант         |                            | зелёная ✓      | зелёная ✓                            | зелёная ✓               |                 |                          |
| Эллен Грин        |                            |                | зелёная ✓                            |                         | зелёная ✓       |                          |
| Рауль Эспарса     |                            |                | зелёная ✓                            |                         | зелёная ✓       |                          |
| Молли Шэннон      |                            |                | зелёная ✓                            |                         | зелёная ✓       |                          |
| Джина Торрес      |                            |                | зелёная ✓                            |                         | зелёная ✓       |                          |
| Эдди Иззард       |                            |                |                                      | зелёная ✓               | зелёная ✓       |                          |

## Критика
Оценка творчества Брайана Фуллера противоречива. Его считают сценаристом, который не останавливается ради высокого рейтинга ни перед чем, в том числе прибегает к экранизации ранее популярных фильмов. Фуллера называют одним из самых любимых и популярных телевизионных сценаристов за последнее десятилетие.